# کرکان (ملایر)
کرکان (به لری: کرکُن) روستایی از توابع بخش مرکزی شهرستان ملایر در استان همدان ایران است.

## جمعیت
این روستا از توابع (حرم رود علیا) است و براساس سرشماری مرکز آمار ایران در سال ۱۳۹۵، جمعیت آن ۲۸۳ نفر (۹۴خانوار) بوده‌است.